# 节振国

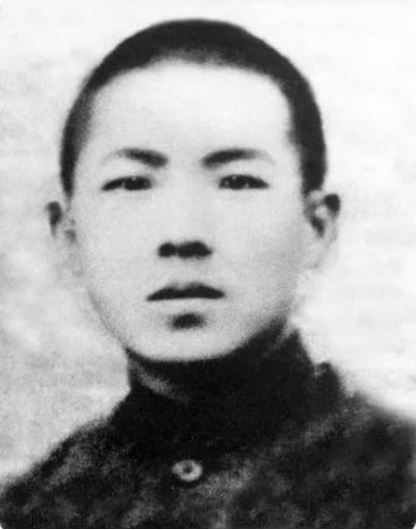
节振国

节振国（1910年—1940年8月1日），山东武城人，抗日烈士，中共党员，被毛泽东称赞为抗日民族英雄。

## 生平
1910年出生于山东省武城县刘堂村（今属河北省故城县郑口镇）。1920年，全家逃荒到开滦煤矿赵各庄煤矿。因父亲早逝，14岁便做下井工人。1938年开滦五矿大罢工期间，被推举为赵各庄矿工人纠察队队长。同年5月6日，日伪宪兵包围节家，搜捕节振国，并抓获了节振国的哥哥，而刚从井下回来的节振国夺过日本宪兵队长的军刀，当场劈杀日本宪兵队长及数名日伪军，在工友们掩护下冲出日伪包围圈。
冀东抗日大暴动期间，联络矿工组成工人抗日游击队。后率部加入冀东抗日联军李运昌所属部队，被编为冀东抗联第二路司令部直属特务第一大队，并任大队长。后改编为八路军第十二团一连。1939年秋，在丰润县霍庄村，由周文彬介绍，加入中国共产党。1940年5月，在晋察冀分局党校学习结业，回到冀东军分区工作。1940年8月1日，夜袭赵各庄弹药库，撤至滦县下尤各庄休整时，遭到敌人围攻而牺牲，时年30岁。
1940年8月，《中国工人》向抗日根据地军民介绍了节振国从刀劈日本宪兵开始的英勇的抗日业绩。

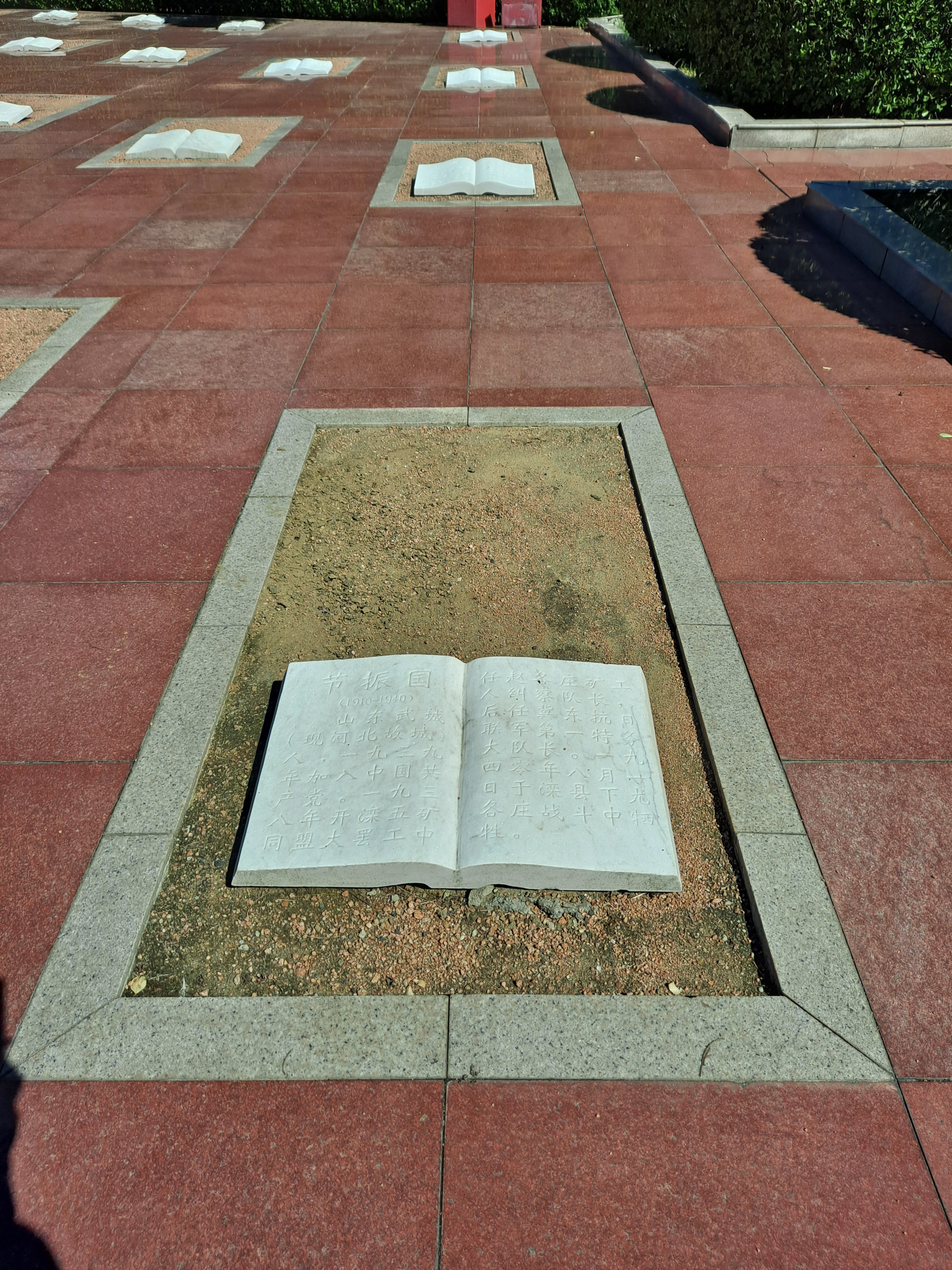
冀东烈士陵园节振国墓

安葬于河北省唐山市的冀东烈士陵园。

## 评价
毛泽东：“这是个民族英雄式的人物，他多大岁数了？” “这个同志很好，我们要注意保护培养，不然他会牺牲的。”

## 相关文艺作品
- 长篇小说：《血染春秋》
- 中篇小说：《赤胆忠心》
- 电影：《节振国》
- 京剧：《节振国》
- 连环画：《节振国》